# Тяньгун-3
«Тяньгун-3» (кит. упр. 天宫三号, буквально: «Небесный дворец — 3») — третий китайский орбитальный посещаемый модуль. Планировался как аналог предыдущих лабораторных модулей «Тяньгун-1», «Тяньгун-2». В апреле 2016 года было сообщено что запуск модуля был отменен ради экономии денежных средств и времени для начала строительства Китайской модульной космической станции.